# Кондон, Эдди
Алберт Эдвин Кондон (англ. Albert Edwin Condon), более известен как Эдди Кондон (англ. Eddie Condon)   — американский джазовый музыкант, гитарист, композитор, бэнд-лидер. Обычно ассоциируется с так называемой Чикагской школой раннего диксиленда, «белым» джазом. Считается, что именно Эдди Кондон создал эталон звучания гитары в ритм-группе джаз-оркестра.

## Биография
Родился в городке Гудланд, штат Индиана в 1905 году. Детство музыканта прошло в городках Моменс и Чикаго-Хайтс в Иллинойсе. В раннем возрасте Эдди Кондон осваивал укулеле, но позднее переключился на банджо. В 1920 году молодой музыкант перебрался в Чикаго и в 1921 году, в шестнадцатилетнем возрасте, стал профессиональным музыкантом. Его первой группой была Hollis Peavey's Jazz Bandits . В Чикаго Эдди Кондон работал в группах Austin High School Gang и McKenzie-Condon Chicagoans, имеющих устойчивую местную популярность, а также время от времени выступал с такими звёздами джаза, как Бикс Байдербек и Джек Тигарден.
В 1928 году Эдди Кондон переехал в Нью-Йорк, где переключился с банджо на гитару. В течение 1930-х годов он постоянно находился в составе коллективов Red Nichols' Five Pennies и Red McKenzie's Mound City Blue Blowers, а также играл и записывался с различными музыкантами, в том числе с Луи Армстронгом и Фэтсом Уоллером. В 1929 году музыкант решился на невиданный по тем временам шаг: по его инициативе было записано несколько композиций в смешанном составе оркестра: белыми и чёрными музыкантами. До 1938 года под своим именем Эдди Кондон выпустил немного записей, среди них Eddie Condon and his Footwarmers и Eddie' Hot Shots.
В 1938 году началось многолетнее сотрудничество Эдди Кондона с лейблом Commodore Records, что позволило музыканту обрести большую популярность. Он много выступал c именитыми музыкантами, особенно в клубе Nick's, где их выступления по аналогии с термином диксиленд были прозваны Nicksieland. Эти выступления сделали Эдди Кондона «иконой джазового Нью-Йорка»  В 1944—1945 годах Эдди Кондон был частым гостем на радиопередаче America's Town Meeting of the Air, которая пользовалась успехом по всей стране.
В 1945 году Эдди Кондон открыл собственный клуб Greenvich Village, где до 1967 года выступал и записывался со многими известными джазменами. В 1958 году музыкант открыл ещё один клуб, который был закрыт лишь в 1985 году.
В 1948 году Эдди Кондон опубликовал автобиографию We Called It Music, которая вызвала большой интерес у читательской аудитории. Вёл еженедельную колонку Pro and Condon в журнале New York Journal-American.
Музыкант гастролировал вплоть до 1971 года.
Умер в 1973 году в Нью-Йорке.

## Стиль
Десятилетиями Чикагский джаз сохранялся посредством работы Эдди Кондона
Оригинальный текст (англ.)For decades, the Chicago style was kept alive through the work of Eddie Condon.
Его игра была яростно ритмичной и именно он задавал темп оркестров. Он редко брался за соло, предпочитая высвечивать других музыкантов, но это была всё равно его группа.    
Оригинальный текст (англ.)His playing was fiercely rhythmic, and he set the tempo for his outfits. He rarely took solos, and preferred to give the spotlight to the other players, but it was his band for sure.
Кондону нравилось то, что он называл «наш особый брэнд джаза», под которым он понимал диксиленд со строгим ритмическим битом. В его группах никогда не использовались тубы или банджо, что было удивительным в свете того, что первым инструментом Эдди было именно банджо    
Оригинальный текст (англ.)Condon loved what he called “our particular brand of Jazz”, by which he meant 'Dixieland Jazz' with a strong rhythmic beat. His groups never used tubas or banjos and this was curious because Eddie's very first instrument was the Banjo. 
Харуки Мураками написал эссе о музыканте в Джазовых портретах, сказав что: «В истории джаза записано немало чудаков, и Эдди Кондон был несомненно одним из них. Большой любитель выпить, всегда безупречно одетый, с бесстрастным выражением лица, он отличался прекрасными манерами и едким чувством юмора. Его инструментом была совершенно необыкновенная четырехструнная гитара, и он никогда не играл соло. Кондон не признавал бесчисленные музыкальные стили, возникшие после войны. Он содержал собственный джаз-клуб и до самой смерти играл там старый добрый диксиленд».

## Избранная дискография
- 1951: Eddie Condon’s Chicago Doubles
- 1956: Louis Armstrong and Eddie Condon — At Newport
- 1956: Red Nichols And His Five Pennies
- 1956: Ivy League Jazz
- 1958: Confidentially … It’s Condon
- 1958: Dixieland Dance Party
- 1958: Jazz Olympus Series
- 1958: Eddie Condon Is Uptown Now!
- 1961: Chicago And All That Jazz!
- 1962: Condon A La Carte
- 1965: A Legend
- 1967: Gershwin Program Vol. 1 (1941-1945)
- 1969: Eddie Condon And All That Pjazz
- 1972: Jazz At The New School
- 1973: Eddie Condon & Bud Freeman
- 1973: Eddie Condon On Stage
- 1974: The Immortal Eddie Condon
- 1975: Tommy Dorsey On Radio
- 1975: All Stars Sessions
- 1976: The Eddie Condon Concerts Con Pee Wee Russell
- 1977: Eddie Condon In Japan
- 1977: Live At Eddie Condon's
- 1979: Windy City Seven And Jam Sessions At Commodore
- 1981: Here Is Eddie Condon At His Rare Of All Rarest Performances Vol.1
- 1982: Eddie Condon & His Jazz Concert Orchestra
- 1984: Eddie Condon All Stars 1945
- 1984: Eddie Condon All Stars 1944
- 1984: Ringside At Condon's
- 1985: That Toddlin' Town
- 1992: We Dig Dixieland Jazz
- 2009: Home Cooking
- 2010: Eddie Condon 1927-1964